# Thule Group
Thule Group AB är en svensk industrikoncern som arbetar med utveckling, tillverkning och försäljning av sport- och fritidsutrustning. Företaget är sedan 2014 noterat på Stockholmsbörsen. VD och koncernchef är sedan 2023 Mattias Ankarberg. Huvudkontoret ligger i Malmö.

## Historik
Koncernen grundades 1942 av Erik Thulin i hans hemby Hillerstorp i Gnosjö kommun. Företaget har fortfarande en anläggning i Hillerstorp för bl.a. produktutveckling och ett testcenter.
Thule Group har omkring 2 600 anställda (2023). Koncernen har nio produktionsanläggningar och ett 35 försäljningskontor runt om i världen samt försäljning på 138 marknader.  

Thule Sweden

Thule är det största och mest välkända av koncernens varumärken vilket står för 88 procent av dess försäljning (2021). Deras näst största varumärke är Case Logic som är specialiserat på väskor och fodral för datorer, kameror, läsplattor etc.    
Varumärket Thule har fått åtskilliga designpriser av bl.a. RedDot och IF Design Award.
Företaget har anslutit sig till Science Based Target initiative med ambitionen att göra en ökad satsning i hållbarhetsarbete och reducera företagets egna, samt leverantörers, utsläpp av växthusgaser.

## Thule

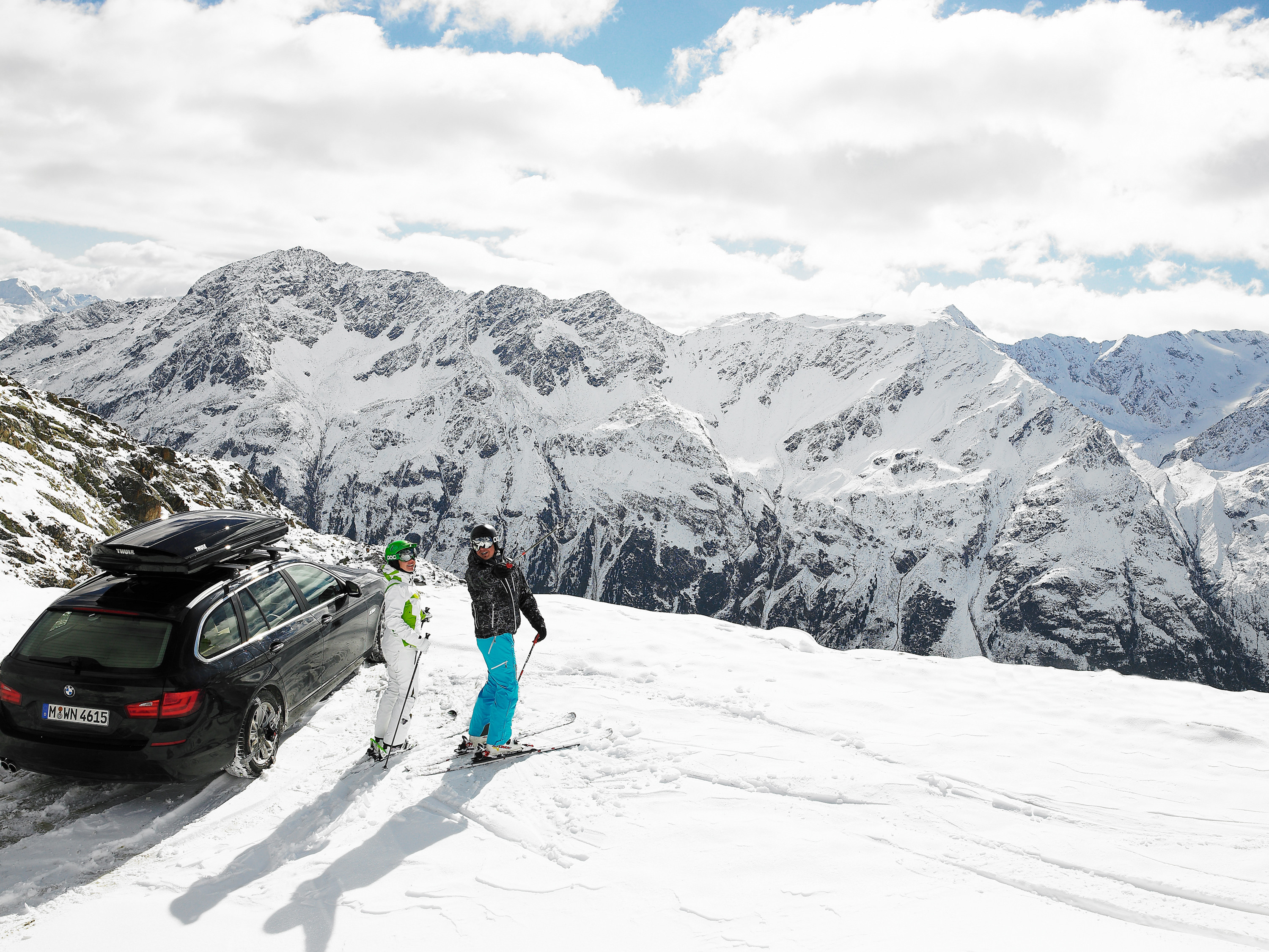
Thule Dynamic roof box

Thule är det största varumärket i Thule Group och tillverkar konsumentprodukter som takboxar, lastkorgar, cykelhållare, cykelväskor, takräcken, taktält, barnvagnar, cykelvagnar, cykelbarnstolar, resväskor, dator- och kameraväskor samt ryggsäckar.
Thule grundades 1942 av familjen Thulin. Företaget växte under 1960-talet, då Thule specialiserades på produkter för personbilar, bland annat takräcken. År 1979 såldes företaget till det börsnoterade företaget Eldon AB.